# Wolfgang Tiedke
Wolfgang Tiedke (* 1951 in Seelow) ist ein deutscher Journalist, der von 1989 bis 1991 Chefredakteur der Leipziger Volkszeitung war.

## Leben
Tiedke absolvierte ein Forschungsstudium in der Sektion Journalistik an der Karl-Marx-Universität Leipzig und promovierte dort zum Dr. rer. pol. Seine Promotion B folgte 1982.
Er war Dozent und 1989 für wenige Monate Leiter des Presselehrstuhls an der Sektion Journalistik.
Im Anschluss an eine Montagsdemonstration wurde Tiedke in die Redaktionsräume der Leipziger Volkszeitung gebeten. Dort wurde ihm der Posten des Chefredakteurs angetragen, dem später die SED-Bezirksleitung als damaliger Herausgeber zustimmte. Er gilt als der einzige von der Redaktion gewählte Chefredakteur der Leipziger Volkszeitung und behielt diesen Posten vom November 1989 bis November 1991, als Hartwig Hochstein vom neuen Eigentümer der Zeitung, der Verlagsgesellschaft Madsack, berufen wurde.
Seitdem arbeitete Tiedke als freier Journalist und schrieb in den späteren 1990er Jahren unter anderem für das Medienfachmagazin Horizont und die Berliner Zeitung.
Außerdem war er Honorardozent an den Universitäten Hannover, Münster, Dortmund und Göttingen und studierte Jura. 2002 war er als Geschäftsführer einer Umweltfirma eingetragen.

## Werke (Auswahl)
- Probleme der Leitung und Planung des journalistischen Arbeitsprozesses. 1979, DNB 20872477X.
- mit Wulf Skaun: Zu Aufgaben und Problemen der Inhaltsanalyse journalistischer Produkte. 1980, DNB 208893113.
- mit Wulf Skaun: Grundlagen der Inhaltsanalyse in der sozialistischen Journalistik. 1982, DNB 830938575 (Habilitation).
- Wir haben die richtigen Fragen gestellt. In: Michael Meyen, Anke Fiedler (Hrsg.): Die Grenze im Kopf. Journalisten in der DDR. Panama Verlag, Berlin 2011, ISBN 978-3-938714-16-4, S. 75–86.